# Johanniterkastell (Biebelried)
Das Johanniterkastell Biebelried, auch Wasserburg Biebelried genannt, ist eine ehemalige mittelalterliche Wasserburg, spätere Kastellburg des Johanniterordens und heute eine Hofanlage in der Ortsmitte von Biebelried (Hauptstraße 11) im Landkreis Kitzingen in Bayern.

## Geschichte
Bereits im Mittelalter lag Biebelried in der Nähe der Kreuzung der wichtigsten Nord-Süd- und Ost-West-Verbindungen im Heiligen Römischen Reich. Der Ortsadel der Biebelrieder war seit dem 12. Jahrhundert dokumentiert. Es handelte sich um Ministerialen der Grafen von Castell. Seit dem Ende des 12. Jahrhunderts hatte das Hochstift Würzburg Besitzungen im Ort.
Die Johanniterkommende Würzburg kaufte im April und Dezember 1244 Grundstücke und Gebäude in Biebelried von Fürstbischof Hermann von Lobdeburg  („caminatam, structuras et edificia alia in Bibelrid cum omnibus attinentiis...“). Die Kapelle im Ort wurde ihr 1251 übertragen. Einen Teil der Castellschen Besitzungen in Biebelried erwarb sie am 10. März 1251. Diese Phase wurde am 6. Januar 1262 abgeschlossen, als das bereits bestehende Hospital der Johanniter in Biebelried von Heinrich und Hermann von Castell weitere Güter erwarb.
Diese Besitzungen wurden die Grundlage der Johanniterkommende Biebelried. Infolge der Vernichtung von Urkunden im Zweiten Weltkrieg können die genaueren Umstände nur noch durch die Einträge in den Findbüchern des Staatsarchivs Würzburg rekonstruiert werden. Neben der günstigen Lage fiel die Wahl vermutlich wegen der bereits seit langem bestehenden Befestigungsanlage auf den Ort.
Eine vor 1600 von einem Johanniterritter von Biebelried aus Einkünften seiner Güter in Thronsdorf (ehemals, vor den Kreuzzügen, wohl Dorf und Rittersitz am rechten Aischufer am Weg von Gutenstetten nach Dettendorf (Diespeck)) und Riedfeld eingeführte „Spend“ kam vor allem bis zum Dreißigjährigen Krieg (1618–1648) in Gutenstetten am Bartholomäustag (24. August) und am Gründonnerstag (im März oder April) Bedürftigen zugute und wurde 1713 dann der Lateinschule in Neustadt an der Aisch zugewiesen.
In den 1970er Jahren wurden Spuren einer Turmburg aus dem 10. Jahrhundert auf dem Hofgelände gefunden. Der Bau des Johanniterkastells wurde 1275 am Ort der Vorgängerburg unter dem Komtur Heinrich von Boxberg veranlasst, wobei deren alter Bergfried integriert wurde: „Henricus von Boccesberg dieses hochrit : ordens ritter- und commendeuer deren Häusern Wirtzburg, Biebelrieth, Rottenburg ob der Tauber und ReinhartsRoth das von puren quardersteinen recht solid und massiv erbauete castrum, wie solches die reudera annoch (= Mitte des 18. Jahrhunderts) zeigen.“ Es war damals eines der „solitest und prächtigsten“ Gebäude. Bauliche Überreste im Ostflügel verweisen auf eine Nutzung der Anlage als Hospital für Pilger, die auf dem Weg nach Würzburg oder woandershin waren. Dies entsprach der traditionellen Aufgabe des Ordens. Im Jahre 1452 fanden größere Umbauarbeiten statt. Während des Bauernkriegs wurde die Burg 1525 von Dorfbewohnern in Mitleidenschaft gezogen und 1528 unter deren Hinzuziehung erneuert. Während des Dreißigjährigen Kriegs waren wiederum starke Beschädigungen zu verzeichnen. Die Anlage wurde ein Gutshof. Im Jahr 1712 wurden in der als verfallen bezeichneten Burg an der Südseite ein paar Zimmer zum vorübergehenden Aufenthalt eines „zeitlichen gn. Hr. Commandeur“ eingerichtet und 1754 verbessert. Der Bergfried wurde 1728 abgebrochen und das heute noch erhaltene Komturhaus errichtet. Nach der Säkularisation 1806 hatte der letzte Komtur des Johanniterordens noch bis zu seinem Tod im Jahre 1812 das Wohnrecht. Die Rechte des Ordens waren damit vollständig erloschen. Es folgte eine kurzfristige Zweckentfremdung als Steinbruch, vermutlich für neue Gebäude in Biebelried. Nach der Versteigerung des Bauwerkes an privat wurde das Areal als Bauernhof genutzt und die Gebäude nach und nach zurückgebaut. Die heutige Hofeinfahrt entstand im ersten Quartal des 19. Jahrhunderts durch Einbrechen der ursprünglich geschlossenen Nordmauer. Der nordwestliche Rundturm wurde 1820 abgebrochen.

## Beschreibung
Die ehemalige Wasserburg war von einem tiefen, durch die Quelle des dort entspringenden Jakobsbachs gespeisten Wassergraben umgeben.
Der heutige Bestand der nahezu quadratischen Anlage (Seitenlängen 43,5 × 45 m) umfasst noch große Teile der Außenmauern aus Buckelquadern, Teile der Innenwände, Türgewände, Schießscharten, Fensterlaibungen und Kapellenreste. Die gesamte Planung und Ausführung der Bautätigkeiten war wohldurchdacht und erfolgte mit großer Kunstfertigkeit, was z. B. die äußerst exakt ausgerichteten Schießscharten an der westlichen Schildwand oder der Strebepfeiler in der Nordostecke belegen. Als Maßeinheit wurde der Schuh (1 Schuh entspricht ca. 30 cm) verwendet, der in Gesamtlänge, Wandstärke und Schießscharten zu finden ist.
Der sehr exakt gebaute, 2,5 m hohe und weniger als 2 cm Höhenunterschied aufweisende Kalksteinsockel wurde wahrscheinlich mit Material aus den Muschelkalkbrüchen im Maintal gebaut. Im Sockel wurden teils noch bestehende Kellerräume angelegt und die Hohlräume zugeschüttet.
Den untersten Teil der Mauern bilden unregelmäßig geschichtete Kalksteine stark unterschiedlicher Größe. Die eigentlichen Burgmauern wurden aus gelbem Sandstein auf einer doppelten Steinreihe mit einer ca. 60-Grad-Böschung errichtet. Die Konstruktion der Wände erfolgte als zweischaliges Mauerwerk. Hierbei wurde eine äußere Wandscheibe aus Buckelquadern und parallel dazu eine Innenwand aus Hausteinen gebaut und der Innenraum mit Kalkmörtel und Bruchstein aufgefüllt. Die so entstandene 1,8 m starke Umfassungsmauer ist noch weitgehend erhalten.
An der Nordwestecke sind über den Resten eines Eckpfeilers in Höhe von 3,5 m Spuren einer Tourelle sichtbar. Dieser Eckturm, der in der oberen Etage der Burg ansetzte, diente Beobachtungs- und Verteidigungszwecken.
An der westlichen 6 m hohen Schildwand befinden sich für Deutschland wahrscheinlich einmalige Schießscharten mit 2,8 m Höhe und einer Breite von lediglich 15 cm. Sie sind im exakten Abstand von 3,8 m angeordnet und liegen genau in der Mitte des Joches im Innenraum dahinter.
An der Südwestecke befindet sich das ehemalige Komturhaus, in dessen unterem Bereich noch mittelalterliche Reste mit kleinen Schießscharten vorhanden sind. Dort stand vermutlich ein Turm, der den Eingang schützen sollte.
Der ursprüngliche Zugang zur Burg war ein spitzbogiges Tor mit Zugbrücke an der Südseite. An der Stelle befindet sich heute der Zugang zum Garten als barockes Portal mit dem Wappen des damaligen Komturs.
Im Süden ist der Sockel und das unterschiedliche Mauerwerk gut zu überblicken. In der Südostecke erhebt sich das Mauerwerk noch bis auf 12 m und der Rest eines Fensters oder einer Schießscharte zeigt, dass die Burg zwei Stockwerke hatte.
In der fast vollständig erhaltenen, 11 m hohen Ostwand ist ein Kapellenerker sichtbar, dessen Konsole in die Außenwand integriert wurde. Es ist ersichtlich, dass die Kapelle im 14. Jahrhundert erweitert wurde. Die Plattform, die den Altarraum bildete, wurde verbreitert und weist zahlreiche architektonisch anspruchsvoll gearbeitete Details wie die Fensterbankansätze, eine Sitzbank, Säulenbasen und Fensterlaibungen auf.
Neben dem Erker befindet sich eine ihrer Form nach ungewöhnliche Schießscharte. Im Gegensatz zu den folgenden ist sie außen eingeschnitten und öffnet sich nach innen. Hinter ihr befand sich eine so besser belichtete Sakristei am Übergang von der Kapelle in den östlichen großen Krankensaal. Im Mittelalter sollten Kranke die Möglichkeit haben, einen geheiligten Raum zu erblicken und Gebete zu ihrer Heilung an Gott richten zu können.
In der Nordostecke befindet sich der letzte von vier ehemals vorhandenen Eckpfeilern, dessen Ansatz der Schnittpunkt zwischen der Verlängerung der Innenwandflucht in die über Eck liegende Außenwand ist.
In der Nordostecke des Hofes befindet sich eine vom Eigentümer verschlossene Zisterne oder ein Brunnen aus aufwendigem Quadermauerwerk mit 1,50 m Innendurchmesser.
Die Anlage wird vom Bayerischen Landesamt für Denkmalschutz als Baudenkmal eingeordnet, während die untertägigen Reste des 13. Jahrhunderts als Bodendenkmal geführt werden.

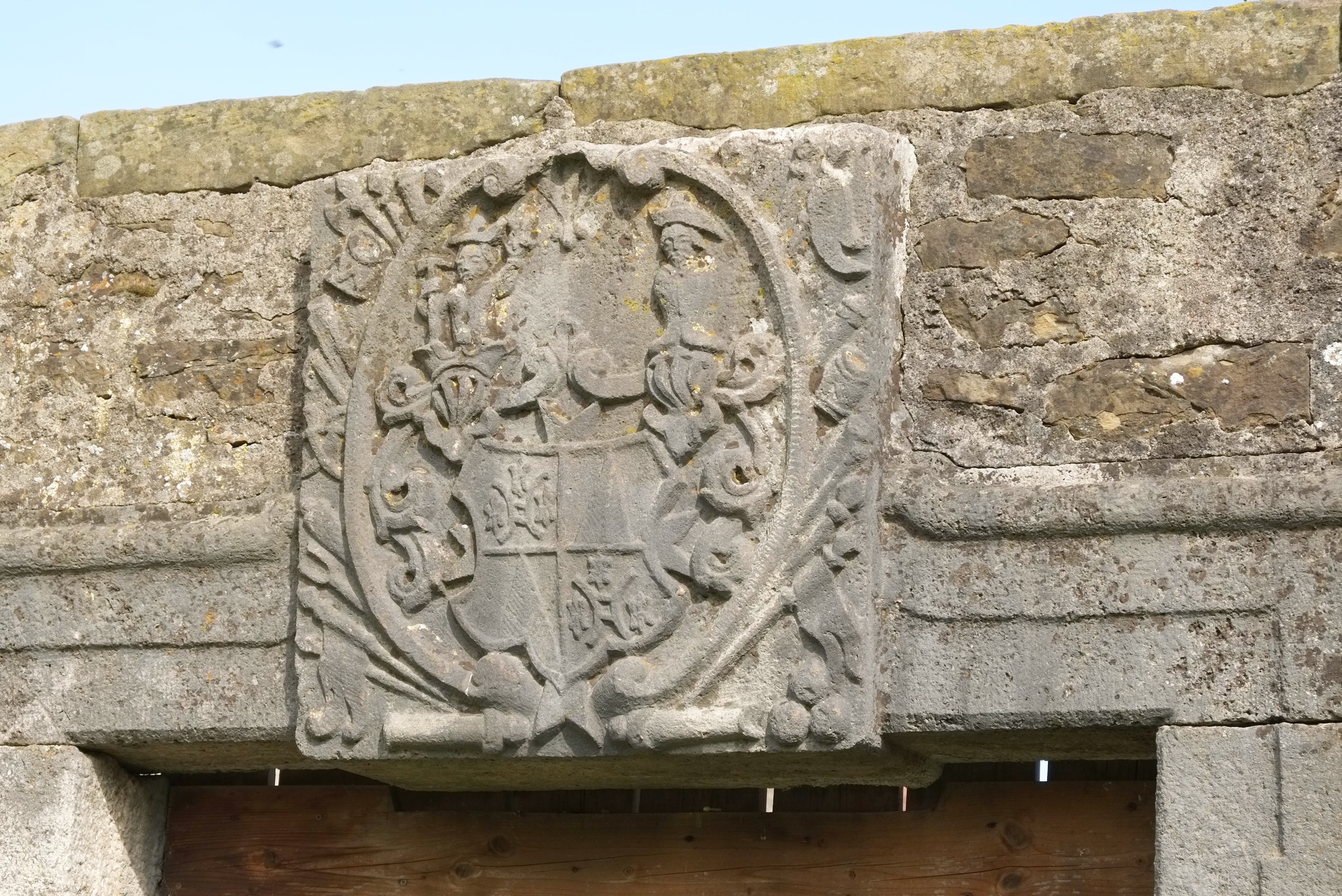
Wappen des Komturs Franz Ludwig Pfyffer von Altishofen
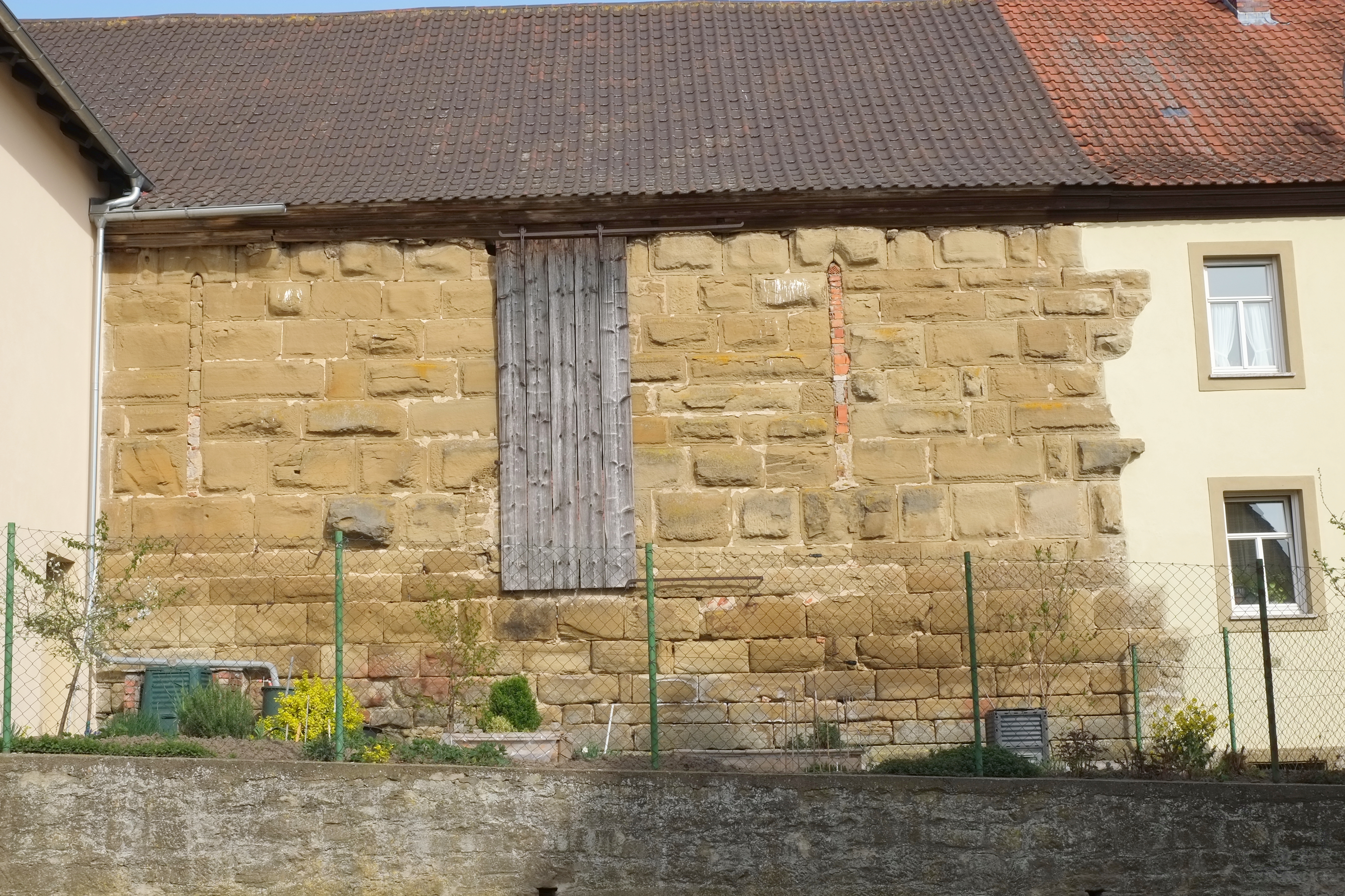
Westliche Schildwand mit Schießscharten
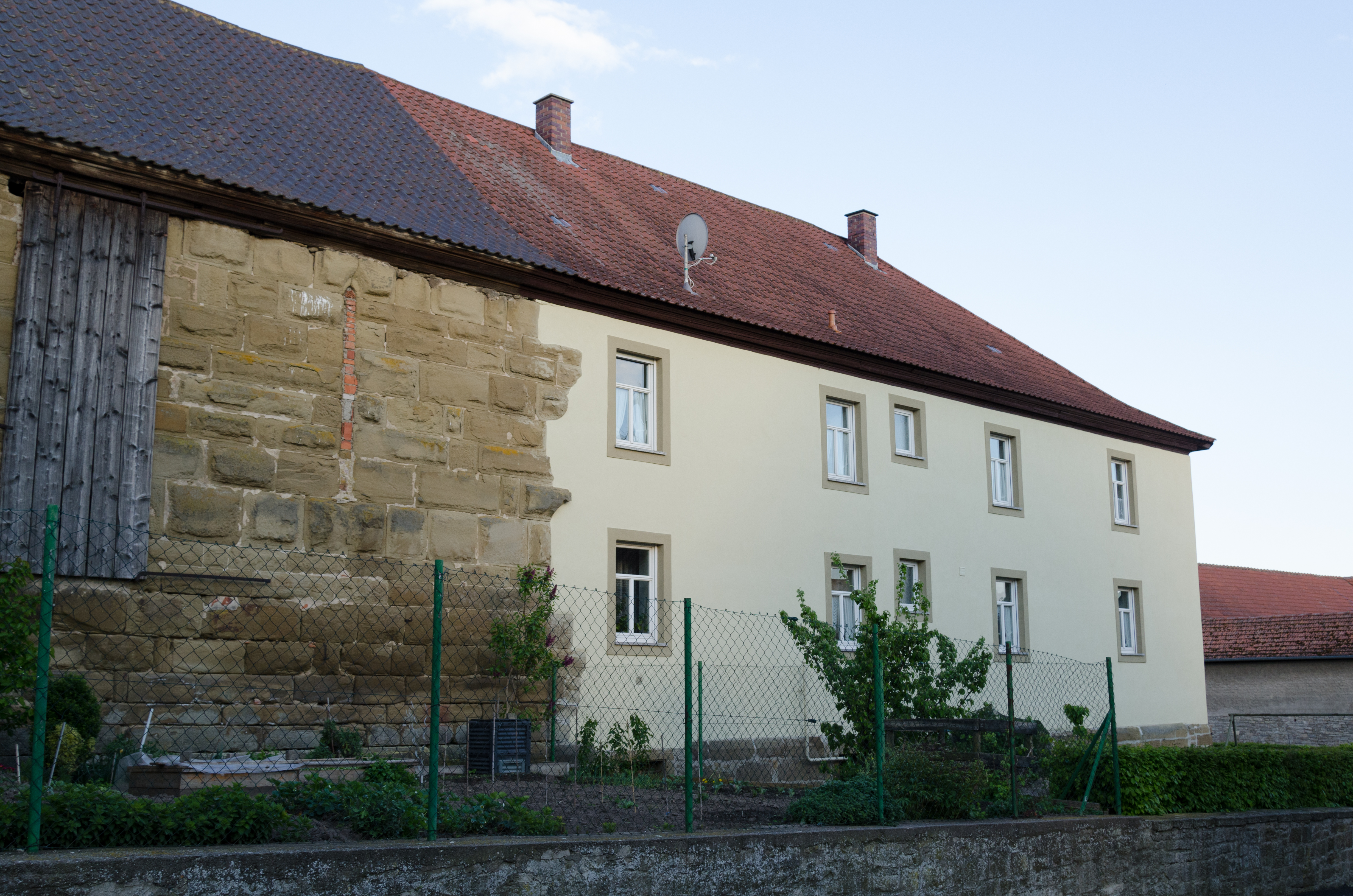
Westseite
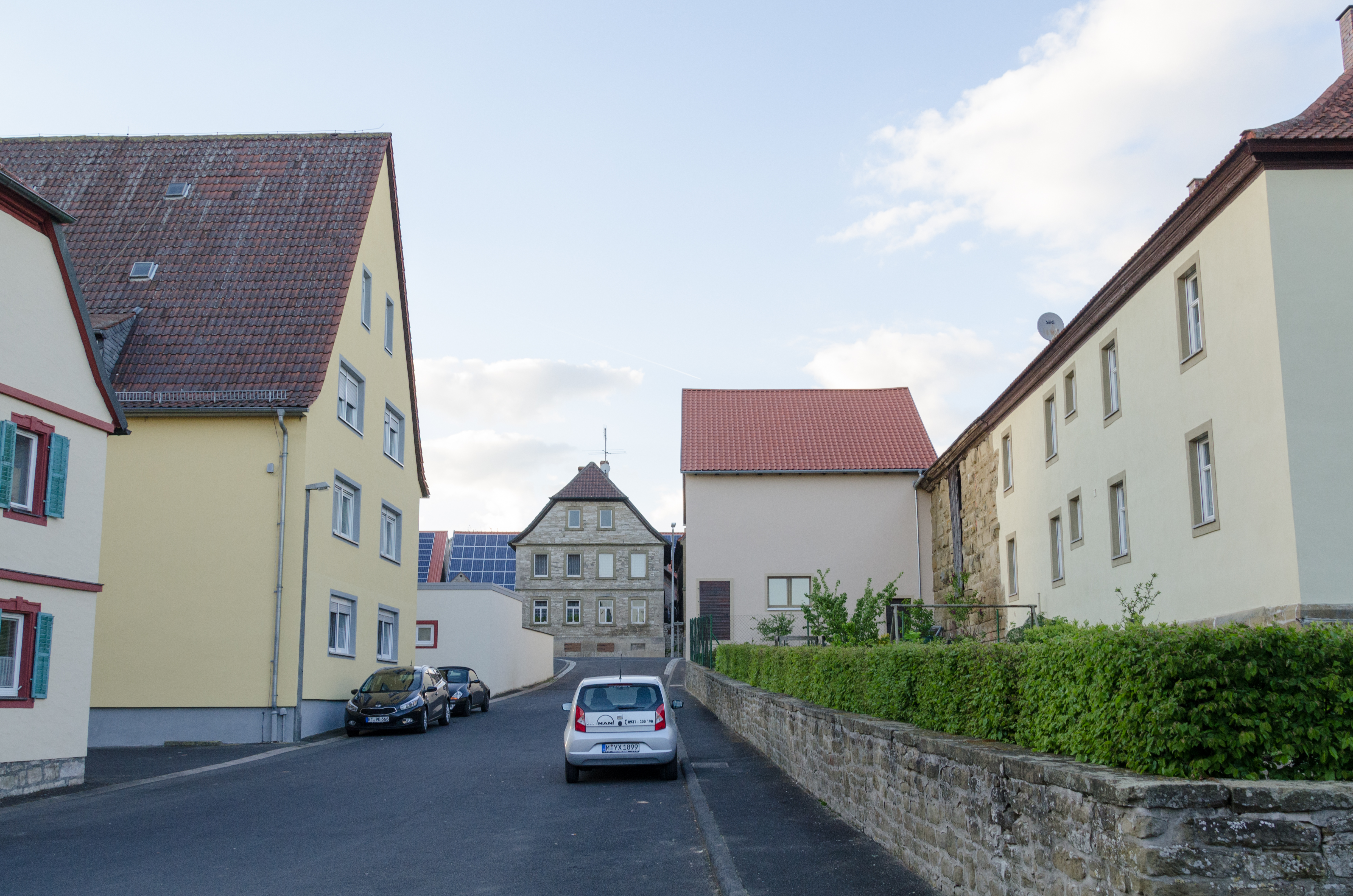
Westseite von Süden
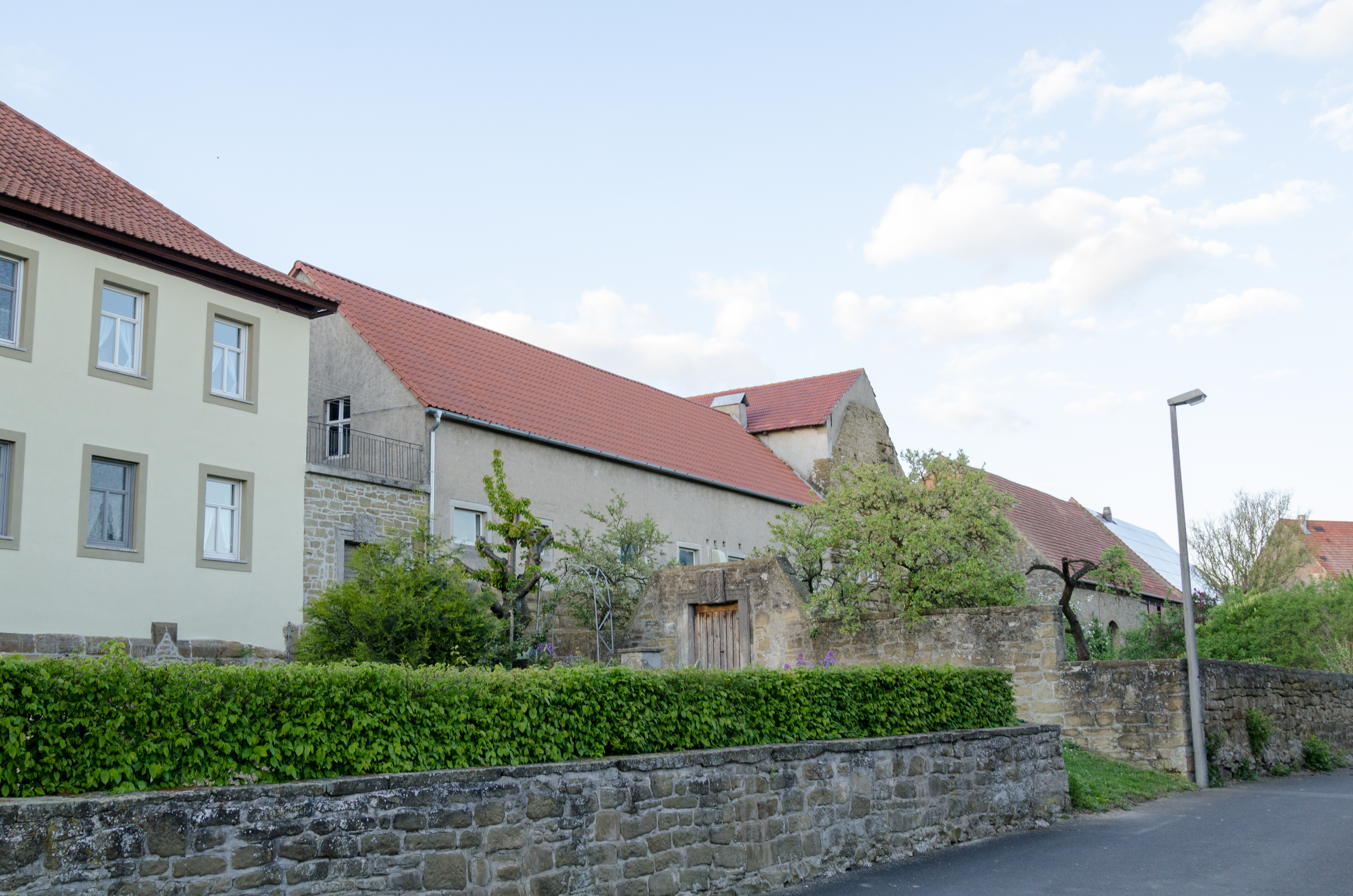
Garten und Südostecke
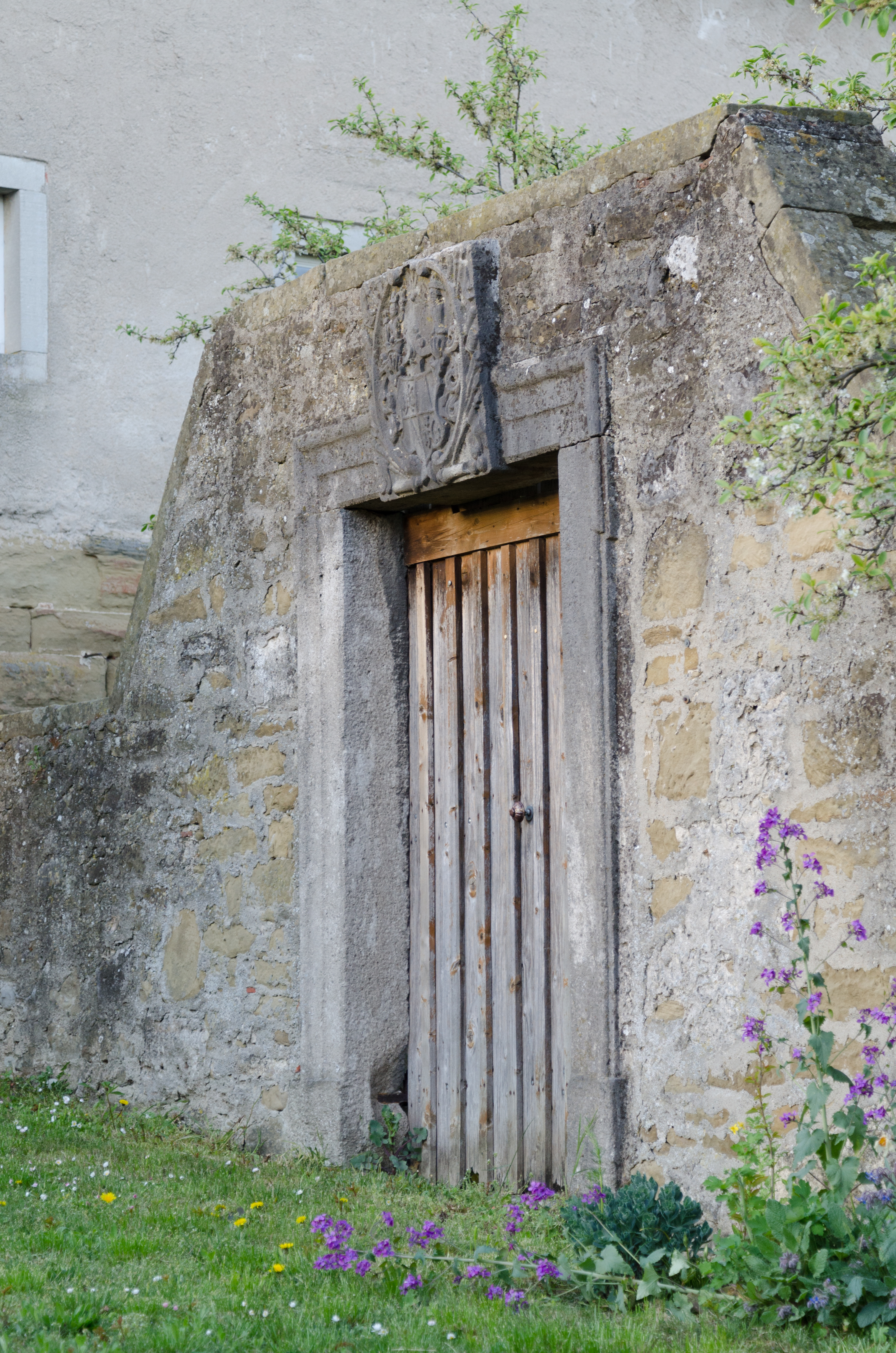
Barockes Gartenportal mit dem Wappen des Komturs Franz Ludwig Pfyffer von Altishofen
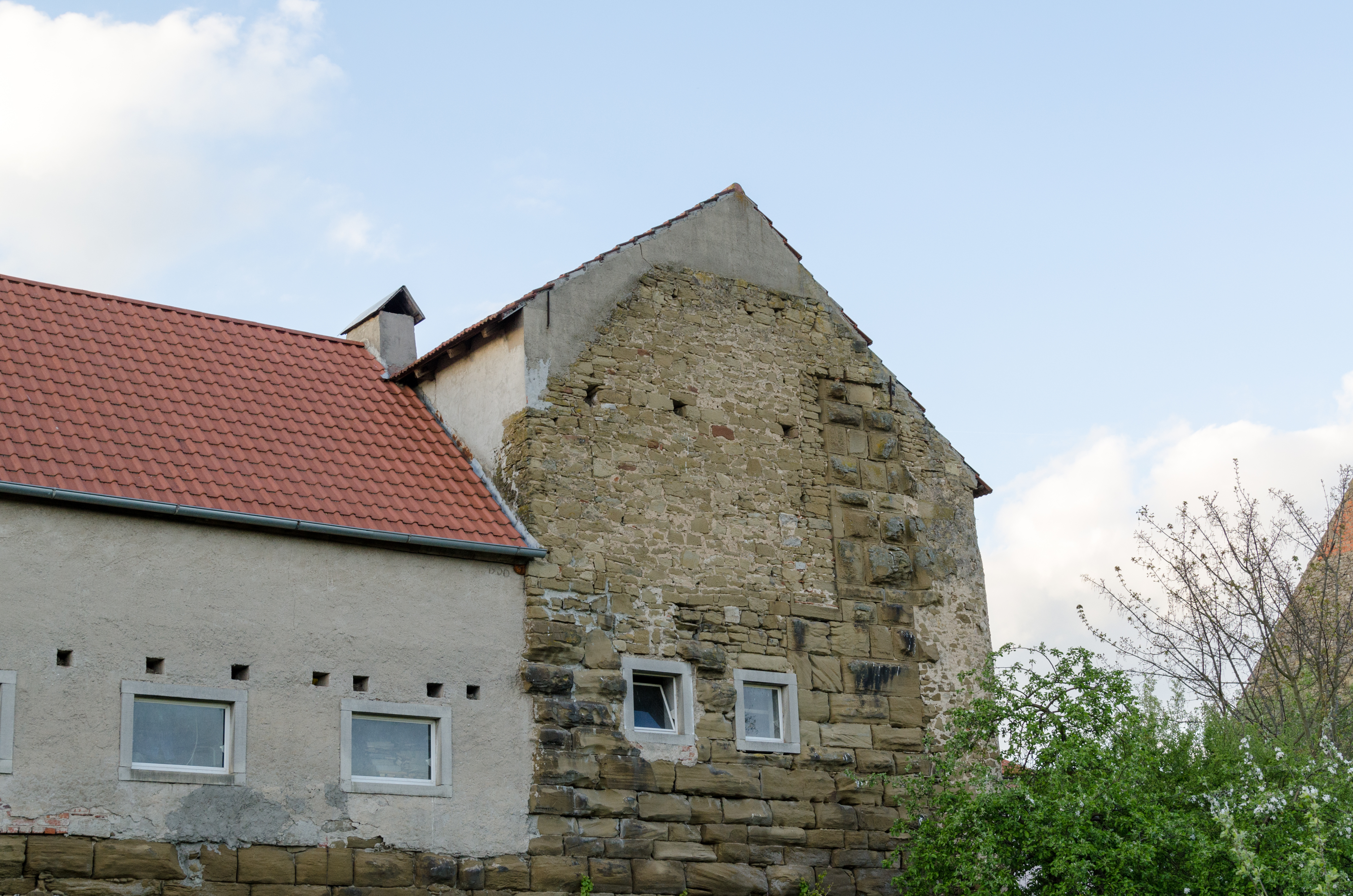
Burgsockel und Südostecke mit Obergeschoss
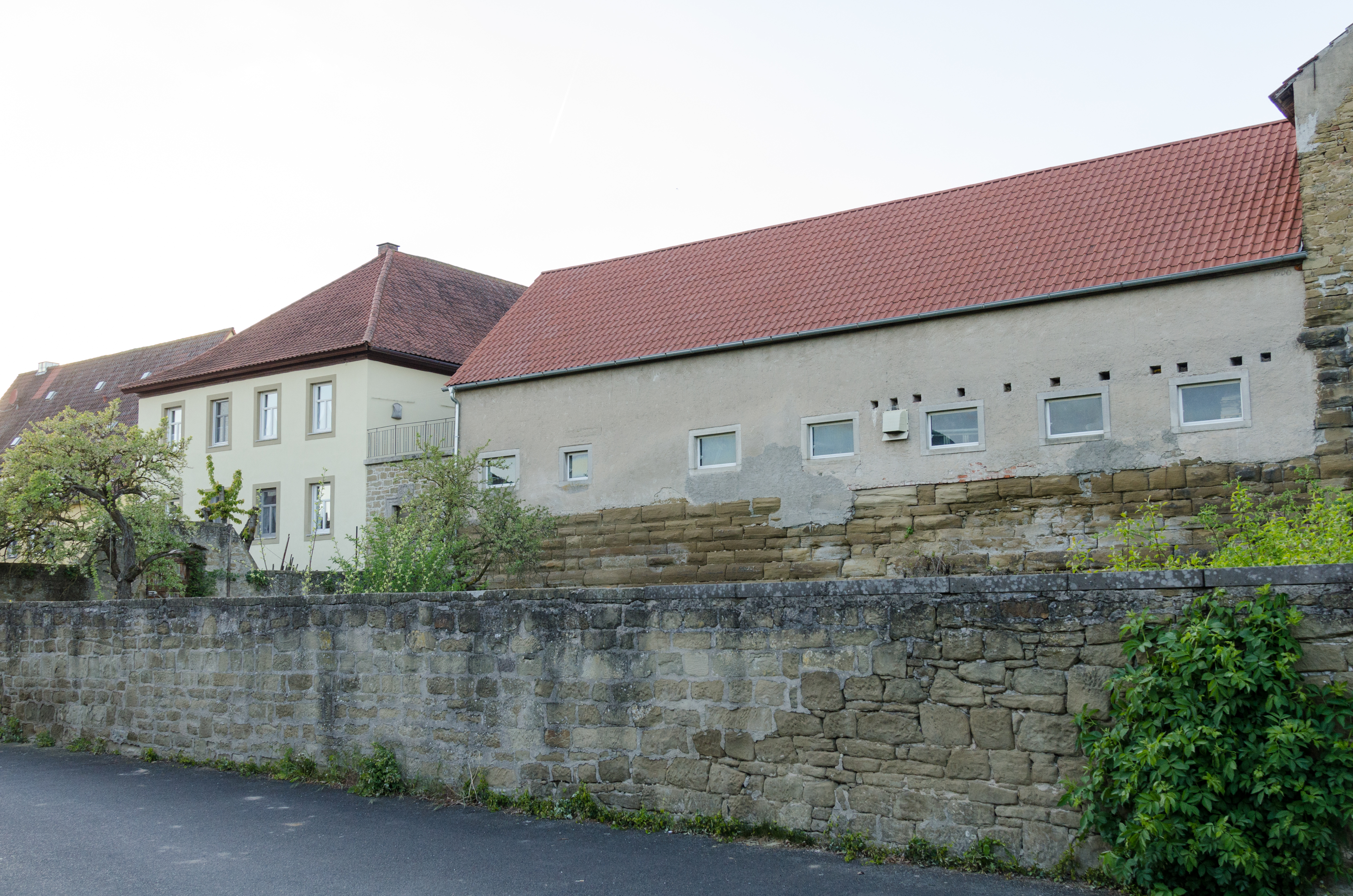
Südseite
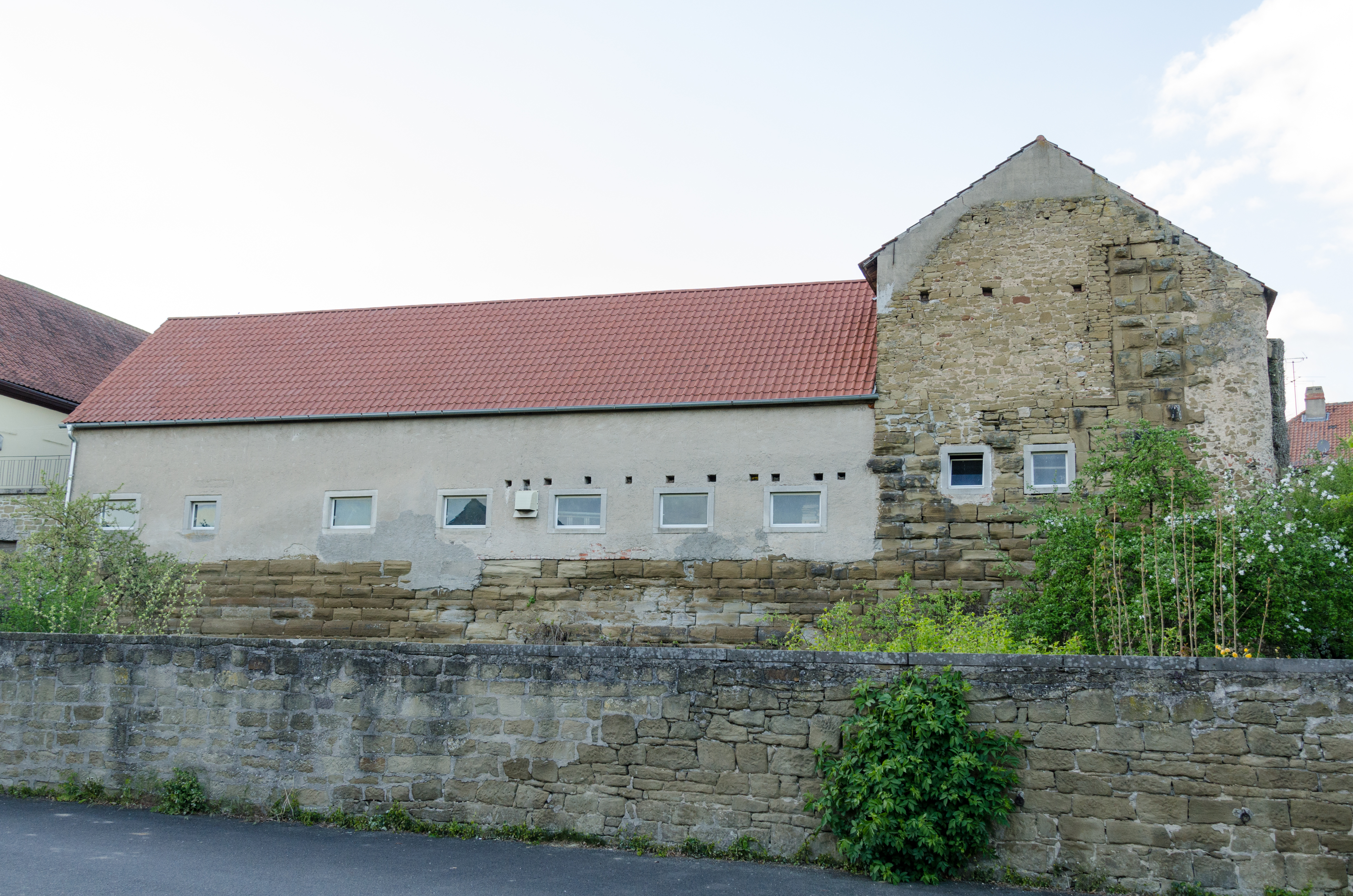
Südseite mit Südostecke
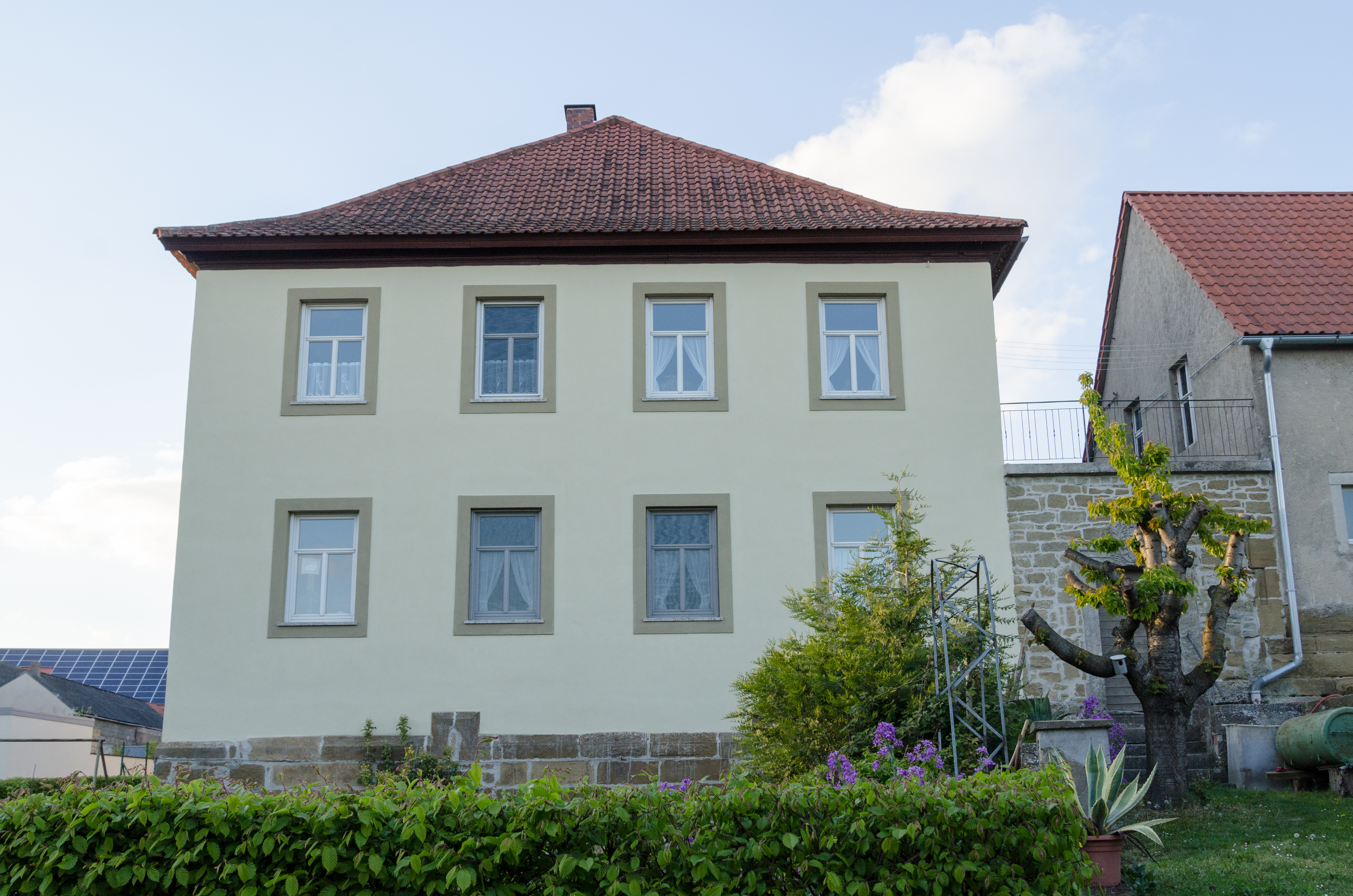
Südwestecke, ehemaliges Komturhaus
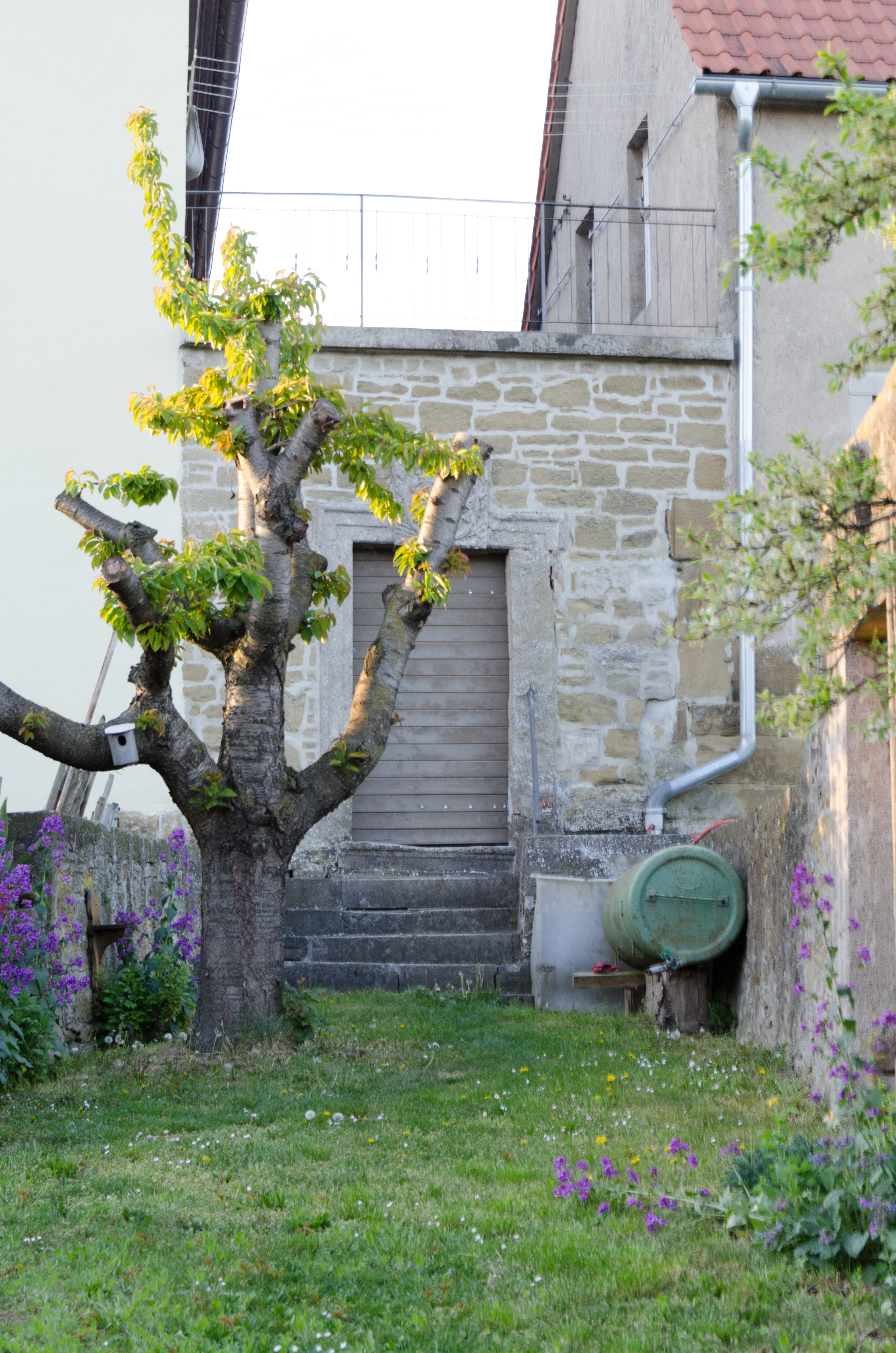
Südseite, ehemalige Zugbrücke
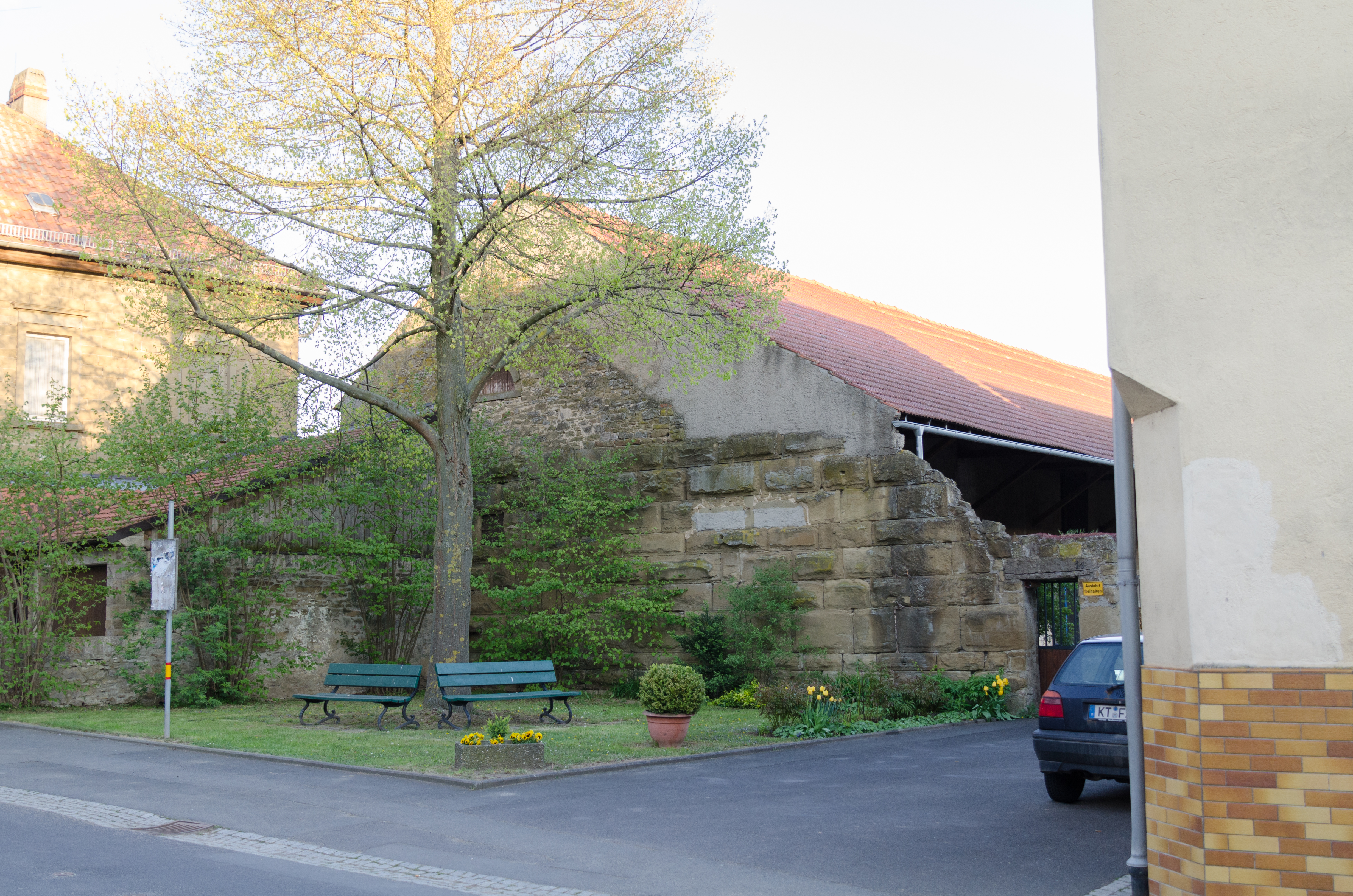
Nordseite
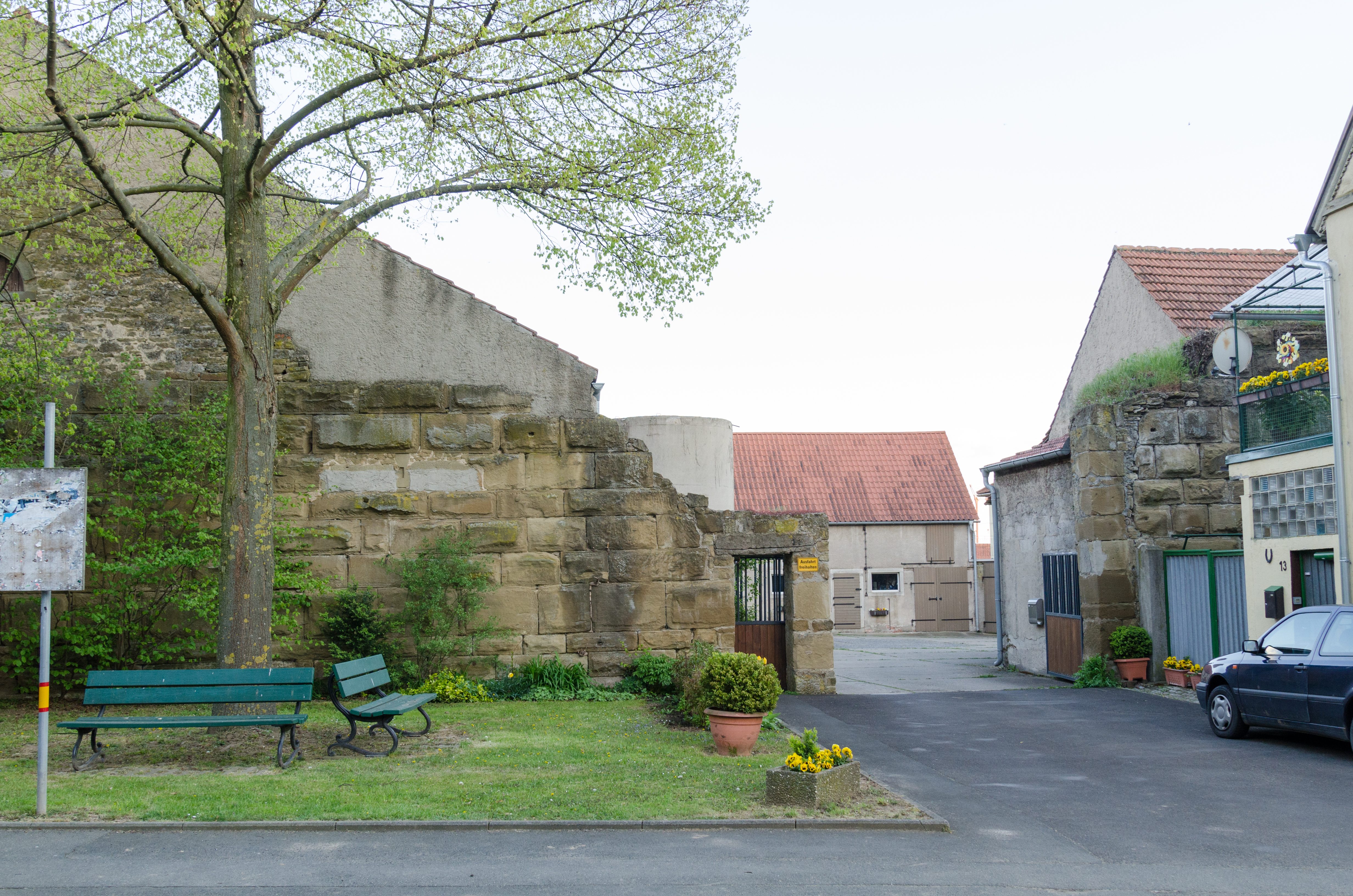
Nordseite, heutige Hofeinfahrt
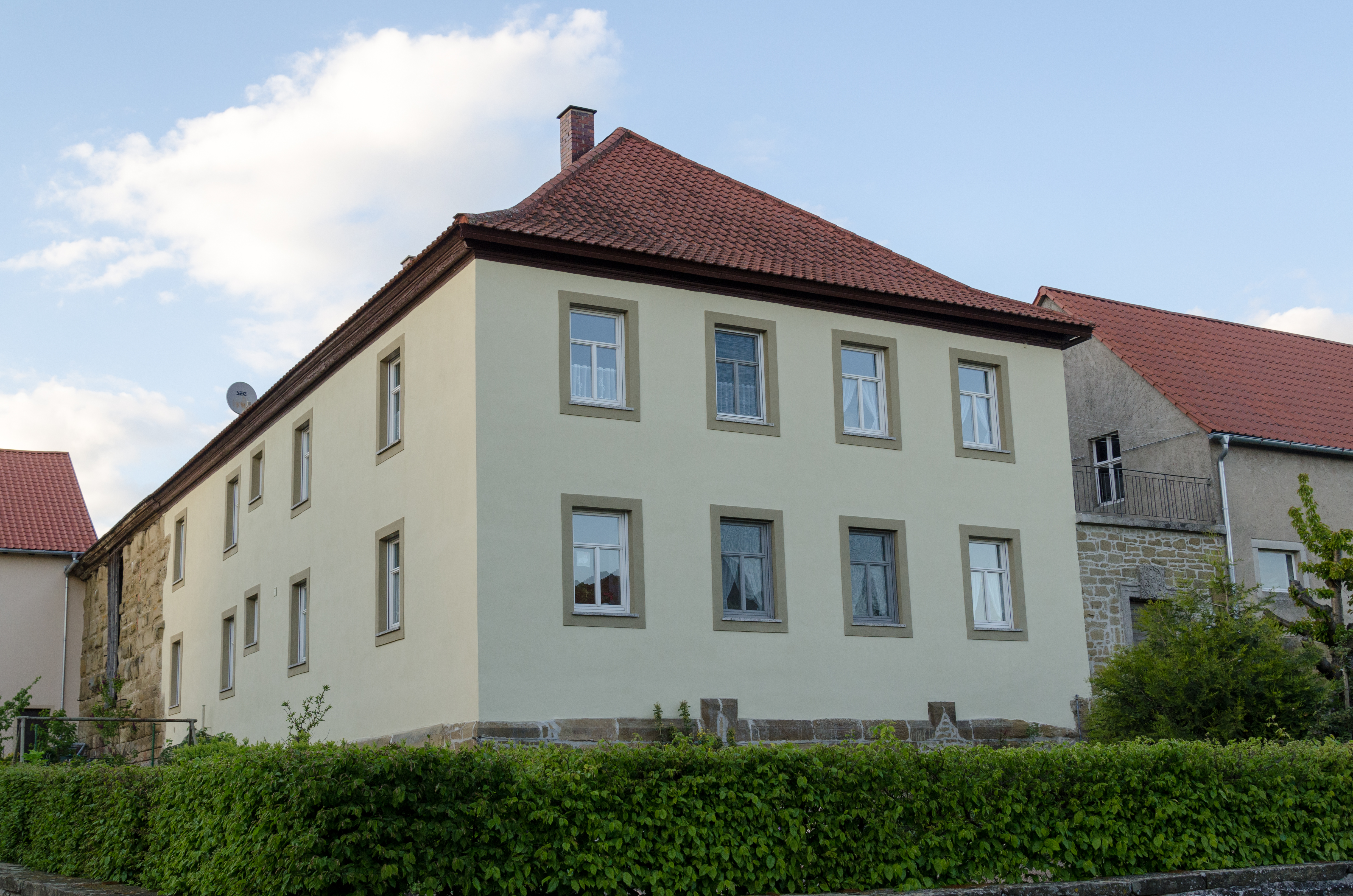
Südwestecke, ehemaliges Komturhaus